# Mary Jane Reoch
Mary Jane Reoch (Filadélfia, 2 de janeiro de 1945 – Dallas, 11 de setembro de 1993) foi uma desportista estadounidense que competiu em ciclismo na modalidade de pista. Ganhou duas medalhas no Campeonato Mundial de Ciclismo em Pista, prata em 1975 e bronze em 1976.

## Medalheiro internacional
| Campeonato Mundial | Campeonato Mundial           | Campeonato Mundial | Campeonato Mundial     |
| Ano                | Lugar                        | Medalha            | Competição             |
| ------------------ | ---------------------------- | ------------------ | ---------------------- |
| 1975               | Rocourt ( Bélgica)           | Medalha de prata   | Perseguição individual |
| 1976               | Monteroni di Lecce ( Itália) | Medalha de bronze  | Perseguição individual |